# Державний список історико-культурних цінностей Республіки Білорусь

Державний список історико-культурних цінностей Республіки Білорусь (біл. Дзяржаўны спіс гісторыка-культурных каштоўнасцей Рэспублікі Беларусь) — перелік об'єктів архітектури, історії, археології, мистецтва, паркові комплекси, музейні колекції і книги, що знаходяться під державною охороною Республіки Білорусь.

## Категорії
Матеріальні історико-культурні цінності Білорусі діляться на такі 4 категорії, зазначені цифрами:
 історико-культурні цінності, включені або запропоновані до включення в список всесвітньої спадщини;
 унікальні художні, естетичні та документальні об'єкти міжнародного значення;

об'єкти історико-культурної спадщини республіканського значення;
 історико-культурні цінності регіонального значення.

Нематеріальні історико-культурні цінності поділяються на такі категорії:

історико-культурні цінності, повна автентичність і точність яких безумовні і незмінні;
історико-культурні цінності, які повністю або частково відновлені (зафіксовані) на вторинному матеріалі або відмінні духовні, художні та (або) документальні вартості яких об'єктивно згодом можуть змінюватися.

## Надання і позбавлення статусу
Матеріальні об'єкти Білорусі, які можуть представляти історико-культурну цінність, виявляються шляхом професійного або випадкового визначення. Найчастіше пропозиції по наданню об'єкту статусу історико-культурної спадщини надходять за результатами професійного визначення. Рішення про надання такого статусу приймає Білоруська республіканська науково-методична рада з питань історико-культурної спадщини при Міністерстві культури. Статус історико-культурної цінності приділяється об'єктам з урахуванням їх художньої цінності і відображення найбільш значущих подій, явищ, історичних фактів..
У разі втрати характерних духовних, художніх і документальних особливостей, що зумовили надання об'єкту статусу історико-культурної цінності, а також у разі їх знищення, втрати в результаті впливу природних факторів чи інших ситуацій і при неможливості їх відновлення за висновком фахівців Рада Міністрів позбавляє об'єкт статусу історико-культурної цінності.і.

## Кількість об'єктів
У 2007 Державний список історико-культурних цінностей містив 4811 об'єкті. На 2010 рік в Державному списку історико-культурних цінностей Білорусі міститься 4911 об'єкт спадщини (з них 4779 нерухомі, 73 рухомі і 59 нематеріальні).
У 2013 Державний список історико-культурних цінностей містив 5533 об'єкти. В тому числі 1763 пам'ятники архітектури, 1191 — історії, 60 — мистецтва, 2350 — археології, 11 — містобудування, 4 заповідні місцевості, 77 рухомих історико-культурних цінностей, 77 нематеріальних історико-культурних цінностей..
У 2014 Державний список історико-культурних цінностей містив 5527 об'єктів спадщини, з них матеріальних нерухомих — 5373, матеріальних рухомих — 78, нематеріальних проявів творчості людини — 76. Матеріальні об'єкти спадщини представлені 2336 пам'ятками археології, 1759 пам'ятками архітектури, 1192 пам'ятками історії, 60 пам'ятками мистецтва, 11 пам'ятками містобудування, 4 заповідними місцями..
Згідно з державною програмою «Культура Білорусі» на 2011—2015 роки заплановано збільшення кількості історико-культурних цінностей в державному списку на 1000 одиниць.
У період з 2008 по 2014 рік статусу історико-культурної цінності були позбавлені 33 об'єкти.

## Щільність
При умовному розрахунку щільності пам'ятників на квадратний кілометр території і за чисельністю населення виходить, що в Білорусі один пам'ятник припадає на 38 км² або на 1737 осіб..

## Шифр
Шифр історико-культурної цінності складається з десяти знаків за наступною схемою: x x x x xxxxxx
Перший знак в шифри дає посилання на місце, де постійно знаходиться історико-культурна цінність, за такою нумерацією:
1 — Брестська область;
2 — Вітебська область;
3 — Гомельська область;
4 — Гродненська область;
5 — Могилівська область;
6 — Мінська область;
7 — м. Мінськ;
8 — за межами Республіки Білорусь.
Другий знак шифру відповідає виду історико-культурної цінності:
1 — матеріальні нерухомі історико-культурні цінності;
2 — матеріальні рухомі історико-культурні цінності;
3 — нематеріальні історико-культурні цінності;
Третій знак шифру — категорія історико-культурної цінності.
Четвертий знак шифру подає відомості про історико-культурну цінність відповідно до її характеристик:
А — документальні пам'ятники;
Б — заповідні місця;
В — пам'ятки археології;
Г — пам'ятки архітектури;
Д — пам'ятки історії;
Е — пам'ятки містобудування;
Ж — пам'ятки мистецтва;
М — колекція;
Н — комплект.
Шість останніх знаків — номер історико-культурної цінності за порядком включення до Державного списку історико-культурних цінностей Республіки Білорусь (замість цифр номера, які відсутні, проставляються нулі).
У випадках зміни відомостей про історико-культурну цінність в Державний список історико-культурних цінностей Республіки Білорусь вносяться необхідні зміни.